# Mentre dorms
Mentre dorms (títol original en castellà: Mientras duermes) és una pel·lícula de thriller psicològic, dirigida per Jaume Balagueró i estrenada el 2011. La pel·lícula s'ha doblat al català.

## Argument
A Barcelona, César (Luis Tosar) és un porter d'un edifici - afable, però voyeur i malintencionat-, que controla, coneix i tafaneja la vida dels inquilins. Adonant-se del poder que té en conèixer els seus hàbits, secrets i punts dèbils, tracta de transformar les seves vides en un malson. L'arribada de Clara (Marta Etura) al 5è B pertorba les regles dels seus jocs, i serà un repte perfecte per César.

## Repartiment
| Personatge                   | Intèrpret        | Veu en català      |
| ---------------------------- | ---------------- | ------------------ |
| César                        | Luis Tosar       | Carles di Blasi    |
| Clara                        | Marta Etura      | Joël Mulachs       |
| Marcos                       | Alberto San Juan | Hernan Fernández   |
| Pare de l'Úrsula             | Pep Tosar        | Jordi Filbà        |
| Veí del 4t B                 | Carlos Lasarte   | Joaquim Casado     |
| Úrsula                       | Iris Almeida     | desconeguda        |
| Sra. Verónica                | Petra Martínez   | Marta Padovan      |
| Policia 1                    | Tony Corvillo    | Ferran Carnicero   |
| Policia 2                    | Ricard Sadurní   | Roger Vidal        |
| Policia 3                    | Xavier Pujolràs  | Xavier Martín      |
| Dona de la neteja            | Amparo Fernández | Teresa Manresa     |
| Fill de la dona de la neteja | Roger Morilla    | Marc Torrents      |
| Treballador oficina 1        | Rubèn Ametllé    | Jordi Salas        |
| Mare de la Clara             | Dolors Vidal     | Maria Josep Guasch |

## Producció
Filmax va narrar el film el 2010 al Festival de Cinema de Cannes i va nomenar Jaume Balagueró com el director. Alberto Marini va escriure el guió de la pel·lícula. Balagueró va posar en el repartiment a Luis Tosar i Marta Etura el 2010. Filmax i Balagueró van rodar el projecte a Barcelona, Catalunya. És la primera pel·lícula de Balagueró després de Els fràgils només en la direcció.

## Estrena
Als EUA es va estrenar el 23 de setembre del 2011 com Sleep Tight, al "Fantastic Festival", i més tard al Festival de Sitges el 8 d'octubre de 2011, per finalment estrenar-se en sales a Espanya el 14 d'octubre de 2011.

## Premis i nominacions

### Premis
- 2012. Premi Gaudí a la millor pel·lícula en llengua no catalana
- 2012. Premi Gaudí a la millor direcció per Jaume Balagueró
- 2012. Premi Gaudí al millor guió per Alberto Marini
- 2012. Premi Gaudí al millor muntatge per Guillermo de la Cal
- 2012. Premi Gaudí a la millor interpretació masculina principal per Luis Tosar
- 2012. Premi Gaudí al millor so per Oriol Tarragó, David Calleja i Jordi Rossinyol Colomer

### Nominacions
- 2012. Premi Gaudí a la millor interpretació femenina principal per Marta Etura
- 2012. Premi Gaudí a la millor interpretació masculina secundària per Alberto San Juan
- 2012. Premi Gaudí a la millor fotografia per Pablo Rosso
- 2012. Premi Gaudí a la millor direcció artística per Javier Alvariño
- 2012. Premi Gaudí als millors efectes especials/digitals per David Martí, Montse Ribé i Cesc Biénzobas
- 2012. Premi Gaudí al millor vestuari per Marian Coromina
- 2012. Premi Gaudí al millor maquillatge i perruqueria per Alma Casal i Satur Merino
- 2012. Premi Gaudí a la millor direcció de producció per Teresa Gefaell i Carla Pérez de Albéniz
- 2012. Premi Gaudí a la millor música original per Lucas Vidal
- 2012. Goya al millor actor per Luis Tosar